# 霍布斯·凯斯勒
霍布斯·凯斯勒（英語：Hobbs Kessler，2003年3月15日—），美国男子田径、攀岩运动员，2023年世界路跑锦标赛男子1英里金牌得主、2024年世界室内田径锦标赛男子1500米铜牌得主。